# Бенго (провинция)
Бенго (на португалски: Bengo, произнася се по-близко до Бенгу) е провинция на Ангола разположена в северната част на страната. Площта ѝ е 33 016 квадратни километра и има население от 450 000 души. Провинция Бенго огражда провинция Луанда, в която е разположена и столицата на Ангола - Луанда. Столицата на провинцията се казва Кашито и е разположена на 50 километра от Луанда.